# Liste der Klöster im Thurgau
Die Liste der Klöster im Thurgau führt Klostergemeinschaften, Stifte und Kommenden auf, die auf dem Gebiet des heutigen Thurgaus bestanden.

## Bestehende Männerklöster
- Kloster Fischingen
- Kloster Werd

## Ehemalige Klöster

### Männerklöster
- Kloster Aadorf
- Stift Bischofszell
- Kloster Frauenfeld
- Kartause Ittingen, ehemals Kloster
- Kloster Klingenzell
- Kloster Kreuzlingen
- Kloster Sandegg
- Johanniterkommende Tobel
- Kloster Wagenhausen

### Frauenklöster
- Kloster Blümlistobel
- Kloster Feldbach, Steckborn
- Mariazell zu Kalchrain
- Kloster Münsterlingen
- Kloster Murkart
- Kloster Nollenberg
- Kloster Paradies
- Kloster St. Katharinental, Diessenhofen
- Kloster Tänikon
- Johanniterkommende Tobel

## Vermutete Klöster
- Kloster Salmsach
- Kloster Tägerwilen